# Vincenzo Mattina
Vincenzo (Enzo) Mattina (ur. 29 lipca 1940 w Buonabitacolo) – włoski polityk i związkowiec, parlamentarzysta krajowy, poseł do Parlamentu Europejskiego II i III kadencji.

## Życiorys
Od osiemnastego roku życia łączył naukę z pracą, od dwudziestego roku życia był związkowcem. W 1964 ukończył studia prawnicze na Uniwersytecie w Neapolu, w 1966 zawodowo zajął się dziennikarstwem. Od 1963 do 1984 etatowy pracownik związku zawodowego metalowców Federazione lavoratori metalmeccanici (FLM), w którym doszedł do stanowiska sekretarza krajowego (1976–1980). Działał też jako sekretarz sekcji metalowej we Włoskiej Unii Pracy. Od 1983 kierował centrum badań nad ekonomią pracy, pracował też jako wykładowca na Università degli Studi di Salerno. Publikował książki i artykuły dotyczące funkcjonowania związków zawodowych.
Zaangażował się w działalność polityczną w ramach Włoskiej Partii Socjalistycznej, należał do jej władz krajowych. W 1984 i 1989 uzyskiwał mandat posła do Parlamentu Europejskiego. Przystąpił do frakcji Partii Europejskich Socjalistów, w której był wiceprzewodniczącym (1987–1989) i skarbnikiem (1993–1994). Należał m.in. do Komisji ds. Polityki Regionalnej i Planowania Regionalnego, Delegacji ds. stosunków z Japonią oraz Komisji ds. Gospodarczych i Walutowych oraz Polityki Przemysłowej.
W 1993 był współzałożycielem ugrupowania Rinascita Socialista, od grudnia 1993 do stycznia 1995 był jego liderem (partia została następnie włączona do koalicji Federazione Laburista). W latach 1994–1996 zasiadał w Izbie Deputowanych XII kadencji z ramienia koalicyjnego Sojuszu Demokratycznego. W tym okresie zasiadał też w Zgromadzeniu Parlamentarnym Rady Europy. Działał później w organizacjach pracowniczych Quanta SpA i Ebitemp. W 2008 wstąpił do nowej Włoskiej Partii Socjalistycznej.